# Saison (Fluss)
Der Saison ist ein Fluss in Frankreich, der im Département Pyrénées-Atlantiques in der Region Nouvelle-Aquitaine verläuft. Er entsteht durch Vereinigung seiner Quellflüsse Gave de Larrau und Gave de Sainte-Engrâce im Gemeindegebiet von Licq-Athérey, entwässert generell in Richtung Nord bis Nordwest durch das französische Baskenland und mündet nach rund 54 Kilometern beim Ort Saint-Martin, im Gemeindegebiet von Autevielle-Saint-Martin-Bideren als linker Nebenfluss in den Gave d’Oloron.

## Orte am Fluss
(Reihenfolge in Fließrichtung)
- Licq-Athérey
- Tardets-Sorholus
- Gotein-Libarrenx
- Mauléon-Licharre
- Viodos-Abense-de-Bas
- Espès-Undurein
- Rivehaute
- Osserain-Rivareyte
- Autevielle-Saint-Martin-Bideren

## Nebenflüsse
| Linke Nebenflüsse: - Aphura (18 km) - Aphurhura (11 km) - Arangoreneko Erreka (13 km) - Lafaure (17 km) - Lauhirasse (15 km) | Rechte Nebenflüsse: - Aphanice (10 km) - Apaure (11 km) |